# Mont Kamui (Niikappu-Kasai)
Pour les articles homonymes, voir Mont Kamui (Urakawa-Hiroo), Mont Kamui (lac Mashū) et Mont Kamui (Okushiri).
Le mont Kamui (神威岳, kamui-dake) est une montagne culminant à 1 756 m d'altitude dans les monts Hidaka de l'île de Hokkaidō au Japon.